# 史多马
史多马（Thomas Arnold Scott，1879年6月9日—1956年3月29日）是一位英国圣公会传教士，圣公会山东教区和华北教区主教。
史多马出生于1879年6月9日，就读于剑桥大学基督学院，1902年接受按立。最初在西约克郡哈利法克斯圣保罗堂担任牧师，1908年受英国圣公会差会（SPG）差遣，前往中国华北传教。1913年担任担任北京圣公会崇德中学校长，1921年被任命为圣公会山东教区主教。1940年调任华北教区主教。1950年退休回国。1956年3月29日去世。